# کنچوو
کنچوو (به لهستانی:  Kęczewo) یک روستا در لهستان است که در گمینا لیپوویتس کوشچیلنه واقع شده‌است.
 کنچوو  ۴۰۰ نفر جمعیت دارد.